# Piaskowice (województwo dolnośląskie)
Piaskowice (niem. Friedrichsgrund) – wyludniona wieś w Polsce położona w województwie dolnośląskim, w powiecie kłodzkim, w gminie Bystrzyca Kłodzka.

## Położenie i demografia
Wyludniona obecnie (III 2011 r.) wieś w Górach Bystrzyckich, położona na stokach Ubocza, między Lasówką a Mostowicami, na wysokości około 680–780 m n.p.m.

## Podział administracyjny
W latach 1975–1998 miejscowość administracyjnie należała do województwa wałbrzyskiego.

## Historia
Piaskowice powstały w 1753 roku jako wieś należąca do Bystrzycy Kłodzkiej, wcześniej w tym miejscu istniała kolonia należąca do tego samego miasta. W 1787 roku mieszkało tu 23 zagrodników i chałupników i był młyn wodny, a mieszkańcy byli związani z hutami szkła w sąsiedniej Lasówce, do których dostarczali piasek kwarcowy. Wieś szybko rozwijała się i wkrótce jej zabudowania połączyły się z Lasówką i Mostowicami, tworząc jeden długi ciąg osadniczy. Na początku XIX wieku w Piaskowicach rozwinął się przemysł papierniczy, w 1850 roku było tu 35 budynków, w tym: browar, młyn papierniczy i papiernia produkująca papier czerpany. Pod koniec XIX wieku w miejscowości powstała wytwórnia szklanych pereł oraz wytwórnia sztucznej biżuterii. Na początku XX wieku Piaskowice stały się także wsią letniskową, powstała tu wtedy gospoda z 12 miejscami noclegowymi. Po 1945 roku nie odrodził się przemysł szklarski ani papierniczy, a miejscowość zaczęła się wyludniać. Proces ten nasilił się w latach 60. XX wieku i doprowadził do całkowitego zaniku wsi. Pozostałe domy dołączono do Lasówki i Mostowic, a nazwa miejscowości wyszła z użycia.